# Улзет
Улзет (бур. Улзэтэ) — деревня в Аларском районе Усть-Ордынского Бурятского округа Иркутской области. Входит в муниципальное образование «Аларь».

## География
Деревня расположена в 31 км к юго-западу от районного центра, на высоте примерно 475—476 м над уровнем моря.
Состоит из 1-й улицы (Центральная).

## Происхождение названия
По предположению Станислава Гурулёва это название может быть енисейскоязычным и происходить от ассанского ул — «вода» и зет, сет — «река».
Также он рассматривает и монголо-бурятскую версию происхождения данного названия, согласно которой оно может произойти от монгольского уул и бурятского уула, что означает «гора».
Матвей Мельхеев производит топоним Улзет от бурятского улзэ — «счастье», улзэта — «счастливое» (счастливое, приносящее счастье место).
Г. Богданов связывает это название с бурятским уулза — «встреча», уулзаха — «встречаться» (встреча двух рек). Также, исходя из того, что бурятские суффиксы ет, эт указывают на родовую принадлежность, предполагает, что название может происходить от названия рода или родового объединения.

## Население
| 2002 | 2010 | 2011 | 2012 |
| ---- | ---- | ---- | ---- |
| 33   | ↘9   | →9   | ↘7   |